# Наумовка (Томская область)
Наумовка — село в Томском районе Томской области, административный центр Наумовского сельского поселения.

## География
Село расположено на реке Сарла, к северо-востоку от автодороги Томск — Самусь, в 45 км от г. Томска. Недалеко протекает река Ржавчик.

## История
Основано в 1888 г. В 1926 году состояло из 94 хозяйств, основное население — русские. Центр Наумовского сельсовета Томского района Томского округа Сибирского края.

## Население
| 1926 | 2002 | 2008 | 2009 | 2010 | 2011 | 2012 |
| ---- | ---- | ---- | ---- | ---- | ---- | ---- |
| 458  | ↗569 | ↘558 | ↗565 | ↘540 | ↗543 | ↘534 |
| 2013 | 2014 | 2015 | 2021 |      |      |      |
| ↘529 | ↗530 | ↘516 | ↘504 |      |      |      |

## Инфраструктура
В селе имеется клуб, церковь и два магазина.

## История
17 февраля 1935 г. президиум Томского горсовета принял постановление об обращении в Запсибкрайисполком о ликвидации молитвенного пункта в церкви с. Наумовка и передаче здания церкви сельсовету под школу колхозной молодежи или школу-семилетку.

## Авария на СХК
Наумовка находится в непосредственной близости от Сибирского химического комбината, и в течение многих лет подвергалась радиоактивному заражению. Во время аварии на СХК в 1993 году деревня была в числе наиболее пострадавших от выброса радиоактивных материалов, население подверглось радиационному воздействию Жители не добились компенсации ущерба здоровью. В 2006 году зафиксирован случай рождения двуглавого телёнка.